# Batomalj
Batomalj je naselje na jugu otoka Krka, u općini Baška.

## Smještaj
Batomalj se nalazi u bašćanskoj dolini podno strmih obronaka zapadnog planinskog masiva otoka Krka. Udaljen je oko 3 km od općinskog središta Baške i oko 2 km od mora. Nasuprot je selo Jurandvor, a između njih protječe jedina stalna rijeka na hrvatskim otocima, Suha Ričina ili Vela Rika. Prema sjeveru, na cesti koja povezuje bašćanska naselja s ostatkom otoka, je Draga Bašćanska. Makadamskim je putom povezan i sa Starom Baškom na zapadu.

## Povijest
Smatra se da je osnovan 1481. g. Međutim, moguće je da je nekakvo naselje postojalo još i prije jer nakon što su Mlečani 1380. g. razorili kaštel Bašku njezino se stanovništvo naselilo po bašćanskoj dolini. Postoji podatak da je u Batomlju 1627. g. živjelo 79 žitelja.

## Stanovništvo
Prema popisu stanovništva iz 2001. g. u Batomlju je živjelo 117 stanovnika.
Kretanje broja stanovništva Batomlja bitno se razlikuje od drugih mjesta na otoku Krku. Sve od sredine 19. st. pa do 30-etih godina 20. st. broj stanovnika Batomlja nije bitnije oscilirao, kretao se između 100 - 150. U ostalim naseljima upravo je to period snažnog porasta pučanstva. I dok sva ostala naselja nakon Drugog svjetskog rata imaju veliki pad broja stanovnika, Batomalj je najviše žitelja imao baš prema poratnom popisu stanovništva iz 1948. g. - 213.
Nakon toga slijedi period pada i stagnacije broja stanovnika sve do 70-etih godina kada otok Krk zahvaljujući izgradnji Krčkog mosta i Zračne luke Rijeka izlazi iz prometne izolacije, a što je omogućilo još snažniji razvoj turizma. Rezultat toga je ponovni porast pučanstva pa tako i Batomlja koje se od 1971. g. kada ih je bilo 58, udvostručilo na 117 stanovnika 2001. g.
| broj stanovnika | 109   | 120   | 121   | 144   | 148   | 137   | 142   | 152   | 213   | 92    | 78    | 58    | 61    | 86    | 117   | 141   | 127   |
|                 | 1857. | 1869. | 1880. | 1890. | 1900. | 1910. | 1921. | 1931. | 1948. | 1953. | 1961. | 1971. | 1981. | 1991. | 2001. | 2011. | 2021. |

## Gospodarstvo
Sve do pred 20-etak godina osnovna je djelatnost bila poljoprivreda. Nekad je tu prevladavalo vinogradarstvo, ali nakon pojave bolesti vinove loze filoksere, ono je potpuno propalo.
Kasnije se sadi rajčica (lok. pomidor) u značajnoj mjeri, a u susjednim Jurandvoru i Baški su radile i tvornice za preradu rajčica. Danas se sadi bitno manje te je plodna bašćanska dolina uglavnom zapuštena. Važnu ulogu još uvijek ima ovčarstvo najviše zbog janjećeg mesa visoke kvalitete i za kojim je velika potražnja.
Ipak s obzirom na to da je Batomalj u neposrednoj blizi Baške, važnog turističkog odredišta, danas je turizam glavni izvor prihoda u tome, inače poljoprivrednom, kraju. No, osim apartmana tj. smještajnih kapaciteta, Batomalj nema turističku ponudu.

## Znamenitosti
- crkva sv. Nikole izgrađena 1676. g. U njoj je i slika za koju se smatra da potječe iz 13. st. i da je pripadala istoimenoj crkvi čije su ruševine još uvijek vidljive na lokalitetu Sveti Miluka južno od sela.
- U susjednom Jurandvoru je crkva svete Lucije u kojoj je pronađena glasovita Bašćanska ploča.
- Obližnja Baška je jedno od najpoznatijih turističkih središta Jadrana poznata po "Veloj plaži".
- Neposredno do Batomlja je i najveće marijansko svetište na otoku Krku Svetište Majke Božje Goričke.

## Vanjske poveznice
- Službene stranice općine Baška
- Turistička zajednica općine Baška